# Skorpió – Agymenők akcióban
A Skorpió – Agymenők akcióban (eredeti cím: Scorpion) amerikai akciódráma-sorozat, melyet Walter O'Brien, a magas intelligenciájú számítástechnikai szakértő élete inspirált. A sorozat egyes epizódjaiban  Walter és a maga köré gyűjtött zsenik csapata helyi vagy globális problémákat oldanak meg, erre megbízásaikat főként az Egyesült Államok Nemzetbiztonsági Szolgálatától kapják.
Az akciók története szorosan kapcsolódik a főszereplő személyiségváltozásához, a csapat belső és külső emberi kapcsolatainak alakulásához és életük szervezettebbé válásához.
A sorozat a bevezető (pilot) epizóddal 2014. szeptember 22-én debütált az Egyesült Államokban, a CBS televíziós csatorna hálózatában. Magyarországon az AXN Magyarország televíziós csatorna műsorkínálatában szerepel, az első évad 2015. november 9. és 2016. február 1. között került bemutatásra, a 2. évad 2016. november 7-én indult.
2018. május 12-én a CBS négy szezont követően törölte a sorozatot.

## Kerettörténet
Walter O’Brient és problémás zsenikből álló csapatát az Egyesült Államok Nemzetbiztonsági Hivatalának  ügynöke, Cabe Gallo keresi meg, együttműködést ajánlva olyan helyi és globális fenyegetések elhárításában, melyek magas szintű számítástechnikai és műszaki tudást igényelnek. A csapat alapítója és azt a saját felhasználói neve után Skorpiónak elnevező Walter O’ Brien, a maga 197-es intelligenciahányadosával a negyedik legintelligensebb ember a világon, de a csapat többi tagja is kiemelkedő képességekkel rendelkezik:
- Sylvester (Sly) Dodd élő számítógép, fotografikus memóriával és mindenre kiterjedő statisztikai ismeretekkel,
- Happy Quinn műszaki zseni, aki bármilyen műszaki-technológiai eljárást képes a gyakorlatban alkalmazni,
- Tobias 'Toby' Curtis a 17 évesen a Harvardon végzett viselkedési szakértő és pszichiáter,
- Paige Dineen korábbi pincérnő, aki ugyan nem zseni, de képes a valódi világ és a csapat között tolmácsként közvetíteni és lefordítani egymás jelzéseit,
- Ralph Dineen Paige 9 éves kisfia, aki maga is zseni a vele járó beilleszkedési problémákkal együtt,
- Cabe Gallo ügynök, aki amellett, hogy a kormány megbízásait hozza, a csapat részeként biztosítja a munkához szükséges hátteret és védelmet.

A sorozat egyrészt a csapat akcióinak, másrészt Walter O’Brien személyiségváltozásának, “emberré válásának” története.

## Epizódok
| Évad | Évad | Részek száma | Részek száma | Eredeti sugárzás     | Eredeti sugárzás  | Eredeti adó | Magyar sugárzás    | Magyar sugárzás   | Magyar adó |
| Évad | Évad | Részek száma | Részek száma | Évadbemutató         | Évadzáró          | Eredeti adó | Évadbemutató       | Évadzáró          | Magyar adó |
| ---- | ---- | ------------ | ------------ | -------------------- | ----------------- | ----------- | ------------------ | ----------------- | ---------- |
|      | 1.   | 22           | 22           | 2014. szeptember 22. | 2015. április 20. | CBS         | 2015. november 9   | 2016. február 1.  | AXN        |
|      | 2.   | 24           | 24           | 2015. szeptember 21. | 2016. április 25. | CBS         | 2016. november 7.  | 2016. december 9. | AXN        |
|      | 3.   | 25           | 25           | 2016. október 23.    | 2017. május 15.   | CBS         | 2017. november 10. | 2018. február 9.  | AXN        |
|      | 4.   | 22           | 22           | 2017. szeptember 25. | 2018. április 16. | CBS         | 2018. október 19.  | 2019. január 4.   | AXN        |

## Szereplők

### Főszereplők
| Szereplő                             | Színész           | Magyar hang       | Leírás                                                             | Leírás |
| ------------------------------------ | ----------------- | ----------------- | ------------------------------------------------------------------ | --- |
| Walter O'Brien                       | Elyes Gabel       | Papp Dániel       | a Skorpió csapat vezetője és alapítója                             | Walter egy igazi zseni a maga 197-es intelligenciahányadosával, és gyermekként ennek valamennyi hátrányával szembe kellett nézne. Az írországi Dublinból Gallo ügynök hozta át az Egyesült Államokba azt követően, hogy a 13 éves Walter feltörte a NASA számítógépes rendszerét egy poszterért a szobája falára. 5 év közös munka után azonban Walter megszakította a kapcsolatot Gallo ügynökkel, miután egy általa írt szoftvert segélycsomagok célba juttatása helyett egy bagdadi bombázásnál használták fel, melynek során több mint 2000 ember meghalt. Walter árulásnak tekintette, hogy Gallo elhallgatta az igazságot előle a szoftver felhasználásának valódi céljáról, ezért nem állt vele szóba 16 éven keresztül. A sorozat kezdetekor 36 éves, egy garázsban él, melynek felső szintje a lakása, alsó szintje pedig a Skorpió csapat munkahelye, ahol napközben dolgoznak, két megbízás között pedig mindenki a saját érdeklődésébe illő tudományos, technikai fejlesztésekkel foglalkozik. Walter személyisége összetett: hideg racionalitása és olykor nyers érzéketlensége mögött ott van egy másik, egy érzékeny személyiség, ám ő nem ismeri el az érzelmeket és mindent megtesz azért, hogy visszafojtsa magában azokat. A történet alakulása nagymértékben összefügg Walter személyiségének változásával, mivel Cabe felbukkanását követően nemcsak a munkában és a csapat működésében akar változtatásokat, hanem arról is dönt, hogy ő maga megpróbál emberibbé válni. |
| Paige Dineen                         | Katharine McPhee  | F. Nagy Erika     | egyedülálló anya, a történet kezdetekor a 9 éves Ralphot neveli    | Ralph 2 éves volt, amikor elhagyta őket a kisfiú baseballjátékos apja, ezért a szép fiatal nő egyedül neveli fiát. Anyagi gondokkal küszködve is mindent megad a gyermeknek, saját magát és igényeit inkább a háttérbe szorítja. A kisfiú viselkedési problémái nem könnyítik meg a helyzetét és mivel nincs tisztában azzal, hogy gyermeke egy kiemelkedő képességű zseni, más eszköz híján, nagy türelemmel kezeli őt. A külső szemlélő akár ridegnek is találhatja a kisfiú reakcióit anyja gesztusaira, de Paige hozzászokott már Ralph szótlanságához és ritka érzelmi megnyilvánulásaihoz. Mivel Walter célja a csapat munkájának hatékonyabbá tétele és ehhez szüksége van valakire, aki megérteti a csapattal a külvilág jelzéseit és segít kommunikálni az átlagos emberekkel, állást kínál a számára, és az eddiginél jóval magasabb fizetés mellett felajánlja segítségét a kisfiú nevelésében. Paige elfogadja az ajánlatot, mert így a fiát minden tekintetben jobb körülmények között tudja nevelni, és a számára mindig Ralph áll az első helyen. Személyisége – ha nem is olyan mértékben, mint Walteré – folyamatosan változik, képességei kiteljesednek, ő pedig magabiztosabbá válik, de egyúttal magáévá teszi Walter misszióját a „Nagyobb Jó” szolgálatára. Walter és közte már ismeretségük kezdetén harmónia alakul ki, mely az idő múlásával egyre erősebb érzelmeket vált ki Paige-ből is. A jövőjét azonban alapvetően meghatározhatja ez a kapcsolat, ennek alakulása pedig Ralphra is kihat, ám az anyai felelősség mellett érzelmi igényekkel bíró nőként, magára is gondolnia kell végül.                        |
| Cabe Gallo                           | Robert Patrick    | Németh Gábor      | különleges ügynök az Egyesült Államok Nemzetbiztonsági Hivatalánál | Brooklynban nőtt fel, bár a sorozat első két évadában nem esett szó a szüleiről, annyit lehet tudni, hogy nagypapájának kőműves vállalkozása volt és Cabe iskolásként sokszor dolgozott nála. Kemény és fegyelmezett katonaként megjárta a haditengerészetet és az FBI-t, de már sok éve a Nemzetbiztonsági Hivatal ügynöke. A szolgálatban elhivatott, hozzászokott a parancsok kiadásához és elfogadásához, szigorú keretek között végzi a munkáját. Egykor ő üldözte a „Skorpió” nevű hackert, ám miután megtalálta és szembesült azzal, hogy egy 11 éves gyermekről van szó, védelmébe vette a fiút, majd áthozta őt Írországból az Egyesült Államokba. Ezt követően több éven át együtt dolgoztak, és Cabe számára Walter számítástechnikai tudása hasznos segítségnek bizonyult, ám ezen túlmenően a meg nem értett fiú számára apafigurává vált és ő is ragaszkodott Walterhez.Walter megszakított vele minden kapcsolatot egy bagdadi bombázás miatt, melynek során a fiú humanitárius célra elkészített szoftverét katonai célokra használták fel, megölve ezzel több, mint 2000 embert. Cabe adta át a szoftvert a katonaságnak és Walter nem hitte el neki, hogy nem tudta előre a felhasználás valódi célját.Amikor 16 év után felkeresi Waltert, egy konkrét ügyben kéri a segítségét, de a háttérben egy folyamatos együttműködés szándéka áll olyan problémák megoldására, melyekre a kormányzatnak nincs megfelelő emberi vagy technikai háttere. Cabe-nek mind karrierje szempontjából, mind Walter bizalmának visszaszerzéséhez szüksége van erre a közös projektre, a teljes karrierjét Walterre teszi fel ezzel a lépéssel. |
| Tobias “Toby” Merryweather Curtis MD | Eddie Kaye Thomas | Karácsonyi Zoltán | viselkedéstudós és pszichiáter                                     | Toby és Walter barátságának kezdetét az a las-vegasi hétvége jelentette, amikor Toby a kártyaasztalnál kifosztott néhány nehézfiút és Walter segített kimenekülnie szorult helyzetéből. Toby gyermekkora zűrös körülmények között telt, depressziós anyja és szerencsejáték-függő apja mellett kénytelen volt megtanult, hogyan maradjon egyedül talpon, és mivel zseniképességei lehetővé tették, 17 évesen pszichiáterként ledoktorált a Harvard orvosi karán. Ezt a tényt minden adandó alkalommal hangoztatja, ám rendkívül dühös, ha valaki pszichológusnak titulálja. Toby különös tehetséggel olvas az emberekben, gyakorlatilag minden emberi gesztust és jellemző magatartást ismer, mozdulatokból és testtartásból is képes az adott személy alapvető tulajdonságaira is következtetni. Majdnem annyira egocentrikus személyiség, mint Walter, ezért nehezen fogadja el, hogy Walter határozza meg a játékszabályokat a számára is. Gyerekes ellenkezéssel próbál kompenzálni és ebből számtalan konfliktus alakul ki közöttük.Játékfüggőségével akkor képes leállni, amikor az már Happyvel való kapcsolatát veszélyezteti, mert a lány mindennél fontosabb a számára. Szenvedélybetegsége azonban mindig ott áll a háttérben azzal fenyegetve, hogy nagyobb megrázkódtatás esetén ismét ebben keres kapaszkodót. |
| Happy Quinn                          | Jadyn Wong        | Csifó Dorina      | mérnök, technikai zseni                                            | Happy az egyetlen nő az eredeti csapatban, vele is évekkel ezelőtt találkozott Walter és a dühkezelési problémákkal küszködő fiatal lányt maga mellé vette. Azóta is nagyon jó barátok, de talán jobban jellemzi őket a testvéri viszony. . A történet kezdetekor 27 év körüli lány gyermekkora talán a legsanyarúbb valamennyiük közül, mert édesanyja halála után édesapja lába alól kicsúszott a talaj, így elvitte az akkor 2 éves kislányt egy gyermekotthonba és otthagyta. Nevelőszülők adták kézről kézre, igazi otthont, emberi melegséget senkitől sem kapott, így nem lehet csodálkozni azon, hogy zárkózottá, szófukarrá és az egész világra haragvó fiatal nővé vált, aki keménynek mutatja magát, de valójában teli van félelemmel az újabb csalódásoktól. Walter az akciók során nagymértékben az ő technikai tudására támaszkodik.Paige belépésével másik nő került a csapatba, vele a kezdeti idegenkedés után jó kapcsolatot alakít ki, Toby vonzódik hozzá, de a lány eleinte nem veszi őt komolyan. Idővel azonban Toby kitartása olyannyira meggyőzi őt, hogy végül ő teszi meg az első lépést Toby felé. Rájön arra, hogy nem akar többé elzárkózni az érzelmektől, ám nagyon fél attól, hogy ez végül nem sikerül neki. |
| Sylvester Dodd                       | Ari Stidham       | Szűcs Péter Pál   | matematikus széleskörű statisztika adatismerettel                  | Sylvester a csapat legfiatalabb, de egyben legérzékenyebb és különféle fóbiáktól, kényszerbetegségtől szenvedő tagja. Tízéves korától a nagybátyjánál élt, mert családja nem tudta kezelni zseni-viselkedését. Az apja a hadsereg nyugállományú őrnagya, aki hasonlóan katonás viselkedést várt el fiától, akitől ez teljesen idegen, így ebből származott közöttük a legtöbb konfliktus. Walterrel testvéri viszonban van, a csapat pedig a családja, csak közöttük érzi magát biztonságban. Fotografikus memóriájával nagy mennyiségű információt képes megjegyezni, ahogy különféle nagy mennyiségű számadatot is tárol a fejében levő „biowinchester”. Fejben bármit kiszámít, élő számítógépnek is nevezik emiatt.Walter nagybeteg nővére olyan közel kerül hozzá, hogy miatta még a konfliktust is felvállalja Walterrel. |
| Ralph Dineen                         | Riley B. Smith    | Pál Dániel Máté   | Paige kisfia                                                       | Ralph édesanyjával 7 éve él kettesben, amióta apja, Drew elhagyta őket. A kisfiú zseni képességeit Paige nem ismeri fel annak ellenére sem, hogy a szótlan kisfiú főként tudományos filmeket néz, újságokat olvas. Ralph viselkedését problémásnak tekinti a külvilág, pedig csak arról van szó, hogy rendkívüli képességei miatt lényegesen gyorsabban fogadja be és dolgozza fel az agya az információkat, mint a hasonló korú átlagos gyerekeké. Walter azonnal észreveszi ezt, a kisfiúnak pedig új élményt jelent, hogy valaki végre megérti őt, aki ráadásul hozzá hasonló is, ezért édesanyját a maga módján biztatja, hogy segítsen nekik. A második évad 3. epizódjától (itt kb. 10,5 éves) egyszerre jár a Caltech-re és az általános iskolába. Walter és a csapat foglalkozni kezd vele, befogadják maguk közé és velük a kommunikáció is könnyebb. Szíve szerint nem járna egyáltalán iskolába, de Paige azt szeretné, hogy beilleszkedjen a gyerekek közé, így ezt nem engedi meg neki. Walterre felnéz és mindenben, még vakmerőségében is utánozni próbálja, mely miatt azonban bajba kerül. Édesapja felbukkanásával válik világossá, hogy mennyire hiányzott a kisfiú számára, és az idő előre haladtával nyilvánvaló lesz hogy ragaszkodik ugyan az édesapjához, de Walter fontosabb a számára. Ralph számára Walter a példakép és az igazi apafigura, a csapat pedig az a közeg, ahol teljesen biztonságban érzi magát és a családját is ők jelentik. |

### Vendégszereplők[7]
| Színész           | Szereplő                  | Leírás                                                                                      | Leírás |
| ----------------- | ------------------------- | ------------------------------------------------------------------------------------------- | --- |
| Camille Guaty     | Megan O’Brien             | Walter nővére és később Sylvester felesége, aki szklerózis multiplexben szenved (1-2. évad) | A történet elején Megan betegsége már előrehaladott állapotban van, Walter pedig megpróbálja megtalálni a gyógymódot a betegségére, hogy ezzel is visszafizessen neki valamit abból, amit gyermekként tőle kapott, mivel csak Megan értette meg őt a családból. Megan kedves, nyitott és értelmes nő, akinek romló fizikai kondíciói behatárolják a lehetőségeit, ennek ellenére próbál jókedvű maradni. Amolyan vagány nőtípus, ezért is kell Walternek néha zűrös helyzetből kirántania őt. Sylvesterre azonban nyugtató hatással van a lány, és fokozatosan egymásba szeretnek, bár az együtt töltött idő legnagyobb részét a kórházban kell eltölteniük. Walternek súlyos csapás az elvesztése, de a lány búcsúzóul elmondott szavait megérti, és azok nem maradnak hatás nélkül. Emlékére Sylvester egy kórházi szárnyat neveztet el róla. |
| Brendan Hines     | Drew Baker                | Ralph biológiai apja, másodosztályú baseball játékos (1. évad)                              | Mintaapának a legnagyobb jóindulattal sem lehet nevezni, hiszen a kisfiát Dineen-nek hivják és nem Bakernek, tehát a születésekor nem vette a nevére a gyermeket. Ralph kétéves korában elhagyta őt és Paige-et és hét éven keresztül nem jelentkezett, nem törődve azzal, hogy milyen nehézségei lehetnek a magára hagyott nőnek és a kisfiúnak. Az eltelt idő alatt ő is érettebbé vált, bár jellemében és fellépésében gyenge, nem túl okos férfi látszatát kelti. Túl nagy különbség van fia és saját képességei között és az eltelt hosszú idő is közrejátszik abban, hogy Ralph-fal nehezen találja meg a közös hangot. Ebben Walter segít neki, ahogy abban is, hogy dobótechnikáját javítsa, így esélyt kapva egy kedvező szerződésre. Azt tervezi, hogy elhívja magával Paige-et és Ralphot, mert most már hiányoznának neki, karácsonykor azonban még sincs velük. Elköltözik Portlandbe, de most kapcsolatban marad Ralph-fal és Paige-dzsel és már majdnem eljön az ő ideje, amikor Paige - megijedve attól, hogy fia mennyire hasonlítani próbál Walterre - odaköltözne Ralphfal. Végül mégis maradnak, ám Walter ezt követően inkább riválisként kezeli őt, még a karácsonyi üzenetét is eltünteti az üzenetrögzítőről. |
| David Fabrizio    | Merrick                   | a Nemzetbiztonsági Hivatal igazgatója (1-2. évad )                                          | Merrick igazgatóként felettese Cabe Gallonak, de inkább rivalizál vele és egyáltalán nem örül a Skorpió csapat működésének. Minden lehetőséget megragad, hogy megakadályozza a munkájukat, így tesztnek és pszichológiai vizsgálatnak is aláveti a csapatot. Cabe és Walter konfliktusának kirobbanásakor azonban mégis ki akarja használni a helyzetet és Cabe helyett dolgozni a csapattal. Ez azonban Walter balesete miatt nem sikerül, és Cabe is visszaadja neki a jelvényét. Ezt követően neki is meginog a helyzete a Nemzetbiztonságnál és később távozik onnan. A csapattal a legkellemetlenebb módon kerül ismét kapcsolatba, immár a NASA alkalmazottjaként egy rakétakilövés kapcsán keresztezik egymási útjait ismét. |
| Andy Buckley      | Richard Elia              | milliárdos tech mogul (1-3. évad )                                                          | A nagy vagyonnal rendelkező tech-guru, Richard Elia kemény és céltudatos fickó, aki először a lánya elrablása miatt fordul a csapathoz, de a sikeres akciót követően Waltert el akarja csábítani a cégéhez, Walter azonban nemet mond. Ő azonban nem az a fajta, aki az első próbálkozásnál feladná, ezért egy piros Ferrarival próbálja újból megkísérteni Walter, de ebből elég nagy baj lesz, és Elia is másként gondolkodik utána, mert immár az egész csapatnak munkát ajánl. Ők természetesen nemet mondanak, és ezt követően egy újabb, de balul sikerült megbízás kapcsán találkoznak ismét, amikor konfliktusba keveredik Walterrel, bár a helyzet megoldódásával ők is rendezik vitájukat. |
| Alana de la Garza | Adriana Molina            | a Nemzetbiztonsági Szolgálat igazgatója (2. évad)                                           | Merrick igazgatót váltja a vezetői székben, de nem sokáig dolgozik a csapattal, mert Cabe csalódik benne, amikor kihátrál a csapat mögül miután megkapta a várt információt. Mivel ezzel tulajdonképpen feláldozná Sylvestert, aki egy veszélyes börtönbe ment az adatok megszerzéséért, Cabe megszakítja vele a kapcsolatot és másik vezetőhöz kerülnek. |
| Kevin Weisman     | Ray Spiewack              | Walter új barátja, akit a közmunka során ismert meg (2. évad)                               | Waltert az autóbalesete miatt közmunkára ítélik, melynek során megismeri Rayt, a korábbi tűzoltót. A fura természetű Ray lebontja a Walter által maga köré épített falakat, közvetlen stílusával és lerázhatatlanságával Walter először nem tud mit kezdeni, de később megbarátkozik vele, aki az első barátja a csapattagokon kívül. Ray szinte hajléktalanként él, ezért Walter megengedi neki, hogy lakókocsijával beköltözzön a garázsba. Ray hálás érte és néha besegít nekik, és tanácsokat is ad Walternek, bár az egyik miatt Walter bajba kerül. Walter végül megtudja szomorú titkát: 10 éve egy balesetnél megsérült a legjobb barátja, aki munkatársa is volt és ő nem tudta megmenteni egy hibás oxigénpalack miatt. Emiatt összeomlott az élete, nem tud barátja családjának a szemébe nézni a lelkiismeretfurdalástól és a tragédia miatt poszttraumás stresszben is szenved. Walter azonban megtalálja a módját, hogy bebizonyítsa, nem ő hibázott, így Ray végre megszabadul tehertől. Ő is észreveszi a Walter és Paige közötti vonzalmat, és Paige-et biztatja, hogy lépjen Walter felé. |
| Peri Gilpin       | Katherine Cooper          | a Nemzetbiztonsági Szolgálat helyettes igazgatója (2. évad)                                 | Adriana Molina helyét veszi át a Nemzetbiztonság kapcsolattartójaként. Már az első akciónál kiderül, hogy nincs tapasztalata a terepmunkában, viszont a hatalmát azért megvillantja, amikor arra utasítja Waltert, hogy tegye ki a garázsból Rayt. A küldetés alatt azonban bizonytalan, fél határozott lépéseket tenni, de Paige nyomást gyakorol rá csapat érdekében, így végül legyőzve félelmeit, segít a csapatnak. |
| Pete Giovine      | Chet                      | Happy barátja (2. évad)                                                                     | Chet, a furcsa bajszú fickó Toby nagy bánatára Happyvel találkozgat, sőt motoron viszi el Happyt a garázsból. Toby miatta kezd el bokszolni, de végül kiderül, hogy csak a stand-up fellépésére készíti fel Happyt. |
| Brooke Nevin      | Linda                     | a rapid randi szervezője (2. évad)                                                          | Walter társadalmi kapcsolatainak szélesítésére alkalmas helynek tart egy rapid randit, melyet Linda szervez. A sikertelen beszélgetések után inkább Lindát hívja el vacsorázni, amit a magányos nő szívesen fogad, bár igazából nem vonzódik Walterhez. A vacsora nem nyűgözi le, barátainak nem ír lelkes szavakat róla, és mivel Walter még az autójához sem kíséri el, elrabolják a nőt, és egy bombát szerelnek rá. Úgy tűnik, ez az akció végképp elriasztja ettől a férfitől, és ezt meg is mondja neki. Ám néhány héttel később váratlanul feltűnik a garázsban és Walterral találkozgatni kezdenek. Toby éles szeme azonnal látja, hogy a lány körül nincs minden rendben és felállítja a diagnózist: Walter megmentette őt és ez a pillanat idéződik fel a lányban újra és újra, amikor vele találkozik, ám igazából nem szereti őt, csak érdeklődést színlel. A lány nagyon bizonytalan és pszichés problémája miatt magányos is, de hazudni nem tud Walter kérdésére, ezért inkább bevallja, hogy nem táplál iránta erősebb érzelmeket. |
| Scott Porter      | Tim Armstrong             | Cabe gyakornoka a Nemzetbiztonsági Szolgálatnál (2-3. évad)                                 | A korábbi katona súlyos sebesülése után a Nemzetbiztonsághoz kerül, Cabe szárnyai alá, aki elviszi magával a Skorpió csapathoz. Tim kedves modorú, barátságos férfi, aki ráadásul sportol is, tehát szöges ellentétben áll Walterrel, akit ennek ellenére minden tekintetben sarokba tud szorítani, hiszen felkelti Paige érdeklődését maga iránt, jól beilleszkedik a csapat munkájába, és ráadásul a Proton Arnold játékgépen is új rekordot állít fel, letaszítva Waltert az első helyről. Paige az első pillanattól felkelti a figyelmét és lassanként Paige is közelebb engedi magához. Tim meglátja Paige igazi értékeit, és kedvesen közeledik hozzá, amit a gyengédségre vágyó nő szívesen fogad. A csapat felé is gesztusokat tesz, és tiszteli Walter tudását, nem is próbál rivalizálni vele, mert nem sejti, hogyan érez Walter a nő iránt. Walter Paige-nek ajándékoz két belépőjegyet a tahoe-i jazzfesztiválra, melyre Paige végül Timmel megy. Tim nagyon örül ennek, mert komolyan érdeklődik a nő iránt, aki azonban főként Walter passzivitása miatt választja őt. Kapcsolatuk annak függvénye, hogy Paige mennyire fordul el Waltertől, illetve Walter akar-e vele harcolni Paige-ért.                            |
| Horatio Sanz      | Heywood “Jahelpme” Morris | ügyvéd (2. évad)                                                                            | Walter először a kórházban találkozik a fura ügyvéddel, aki keselyű módra akarná megkopasztani a kórházat és felajánlja a szolgálatait neki is. Sylvesternek a játékműsorok miatt van szüksége jogászra, ezért megörül, amikor a tévécsatornán egy saját magát reklámozó ügyvédet lát, aki nem más, mint Walter kórházi ismerőse. Walter átadja a névjegykártyáját és Sylvester tárgyalni kezd az ügyvéddel, akiről kiderül, hogy korántsem olyan sikeres, és a tudása is hézagosabb annál, mint magáról állít. Végül azonban segítségére van Sylvesternek és ezek után Ralph bírósági ügyét is elvállalja, bár akkor kiharcol magának egy kis büntetést, amely miatt Ralph gyakorlatilag nélküle készül fel a tárgyalásra és meg is nyeri azt, ami így Morris első megnyert ügye lesz. |